# Глинянська міська територіальна громада
Глинянська міська громада — територіальна громада в Україні, в Львівському районі Львівської області. Адміністративний центр — місто Глиняни.
Площа громади — 224,1 км², населення — 9 745 мешканців (2020).

## Населені пункти
У складі громади 1 місто (Глиняни) і 18 сіл.
| Населений пункт | Тип   | Населення |
| --------------- | ----- | --------- |
| Глиняни         | місто | 3242      |
| Великий Полюхів | село  | 301       |
| Вижняни         | село  | 333       |
| Женів           | село  | 246       |
| Заставне        | село  | 711       |
| Косичі          | село  | 59        |
| Кривичі         | село  | 283       |
| Куровичі        | село  | 1355      |
| Мазів           | село  | 156       |
| Перегноїв       | село  | 968       |
| Печенія         | село  | 142       |
| Підгайчики      | село  | 638       |
| Погорільці      | село  | 294       |
| Розворяни       | село  | 414       |
| Словіта         | село  | 928       |
| Солова          | село  | 309       |
| Туркотин        | село  | 181       |
| Шопки           | село  | 22        |
| Якторів         | село  | 439       |